# SC Santa Cruz
SC Santa Cruz is een Braziliaans voetbalclub uit Santa Cruz, in de deelstaat Rio Grande do Norte. 

## Geschiedenis
De club werd opgericht in 2003 en debuteerde in 2005 in het Campeonato Potiguar, waar de club tot 2015 speelde. In 2008 speelde de club in de Série C en werd in de eerste ronde uitgeschakeld. In 2011 speelde de club in de Série D en werd in de eerste ronde groepswinnaar, voor Santa Cruz FC. In de tweede ronde verloren ze van Treze.  Na het seizoen 2015 trok de club zich terug uit de competitie wegens financiële problemen.